# Grand Saline, Texas
Grand Saline là một thành phố thuộc quận Van Zandt, tiểu bang Texas, Hoa Kỳ. Năm 2010, dân số của xã này là 3136 người.

## Dân số
- Dân số năm 2000: 3028 người.
- Dân số năm 2010: 3136 người.